# .220 Swift
Le .220 Swift (nom de son inventeur) est une cartouche de chasse de petit calibre (5,6 mm / .22) possédant une grande vitesse à la bouche. Selon Le Chasseur français, il convient au petit gibier à grande distance et dans certains cas le chevreuil. Il est fabriqué industriellement en Suède et aux États-Unis.

## Balistique indicative (cartoucheRemington)
- Masse de la balle : 3,2 g
- Vitesse 
  - à la bouche : 1 152 m/s
  - résiduelle à 100 m : 1 002 m/s
  - résiduelle à 300 m : 749 m/s
- Énergie 
  - initiale : 2123 joules
  - résiduelle à 100 m : 1 606 J
  - résiduelle à 300 m : 898 J

## Sources
- Le Chasseur français, HS no 26 « Armes & équipements 2002 », septembre 2002.